# Апалачи
Апалачите (на английски: Appalachian Mountains) са планина в източната част на Северна Америка, разположени на територията на САЩ и Канада, образуващи верига от хребети, долини, плата и платообразни участъци, с ширина от 300 до 500 km. Простират се от югозапад на североизток от 33° с.ш. до 49° с.ш. на 2600 km. Името ѝ произхожда от езика на индианските племена, населявали в миналото тази планинска верига.

## Релеф, геоложки строеж
Основните орографски единици в Апалачите са: масиви и хребети – Адирондак, Алегейни, Блу Ридж, Грийн Маунтънс, Уайт Маунтънс; плата – Апалачко, Камберланд, Пидмънт. Преобладаващите височини са между 1300 и 1600 m, а максималната е връх Мичъл 2037 m (в хребета Блу Ридж). Планината е възникнала на мястото на геосинклинална система, активно развиваща се през палеозоя на базата на къснодокамбрийски нагъвания. От юрата до палеогена е станало заравняване на планинския релеф. През неогена и анропогена е настъпило възраждане на планинския процес, когато територията на съвременните Апалачи е изпитала сводово издигане, което е довело до силното разчленяване на повърхността и формирането на съвременния релеф. Повечето от хребетите имат нагънато-блоков и блоков характер и са разделени помежду си от междупланински ерозионни долини и котловини. През антропогена северната част на Апалачите е била подложена на континентално заледяване, докато южната е продължила да остава в условията на топъл и влажен климат, благодарение на което тук са могли да се съхранят гори, съставени от широколистни и вечнозелени видове, разпространили се по-късно и по-голямата част на планината.

## Деление
В зависимост от своя строеж и развитие Апалачите се делят на две части: Северни и Южни с приблизителна граница по 40° с.ш.
- Северни Апалачи – на северозапад по голям разлом (линията Логан, по която протича река Сейнт Лорънс) Северните Апалачи граничат с Канадския щит. Те са лишени от предно огъване и се състоят от тясна зона от седиментни наслаги от долния палеозой на северозапад и по-широка зона на югоизток с развити вуланогенни, интрузивно-магматични и метаморфни скали. Основните епохи на нагъване на Северните Апалачи е била тектонска – в края на ордовика и акадийска – в края на девона. През карбона и перма във вътрешната зона са станали междупланински огъвания, запълнени в основата си с континентални наслаги, отначало въгленосни, а след това червеноцветни.[2]
- Южни Апалачи – Южните Апалачи се свързват с плочата на Северноамериканската платформа посредством Предапалачкото огъване, станало през горния палеозой, в което са дислоцирани големите находища на въглища, нефт и газ. Тяхната външна (редица долини и възвишения), по-широка зона се състои от насочени на северозапад гънки и навлаци съставени от скали с долно- и среднопалеозойска възраст. Вътрешната зона (Блу Ридж) е изградена от метаморфоирани седиментно-вулканогенни формации от долния и средния палеозой, а също и горнодокамбрийски скали и гранити. Заключителното издигане и нагъване на Южните Апалачи се отнася към края на палеозоя. През късния триас структурата на планината е била усложнена от грабени, запълнени с континентални червеноцветни наслаги и изливане на базалти.[2]

## Климат
Климатът на Апалачите е омекотен от влиянието на Атлантическия океан и особено на Мексиканския залив. На север той е умерен, а на юг – субтропичен. Средните януарски температури се колебаят от -12°С на север до 8°С на юг, а средните юлски съответно от 18°С до 26°С. Годишната сума на валежите е 1000 – 1300 mm/m². През зимата в горния планински пояс се случват големи студове и пада много сняг, а в долините е сухо и много по-топло. Лятото е влажно, облачно, с обилни дъждове, особено по западните склонове. Най-ясно и слънчево времето се задържа в края на лятото и началото на есента.

## Води
Реките в пределите на Апалачите текат в дълбоки долини, те са пълноводни целогодишно и притежават значителни хидроенергийни запаси. Годишната височина на оттока се колебае от 0,3 m/m² на север до 0,4 m/m² на юг. Най-големите реки, извиращи от планината са: Кънектикът, Хъдсън, Саскуехана и Тенеси. Много характерно явление е разливането на реките, в резултат от топенето на снеговете през пролетта и проливни дъждове през лятото. Най-големите реки в северните части на Апалачите са плавателни в долните си течения. Падайки по източния склон на платото Пидмънт, повечето от реките образуват бързеи и водопади (т.нар. „Линия на водопадите“) и се използват за получаване на евтина електроенергия.

## Геоморфоложки особености, почви, растителност, животински свят
По своите геоморфоложки особености Апалачите също могат да се разделят на 2 части.
- Северните Апалачи са разположени на север от 40° с.ш. Преобладават заравнените платообразни участъци с височина 400 – 600 m, над които се извисяват отделни блокови масиви и хребети Адирондак (1628 m), Грийн Маунтънс 1338 m), Уайт Маунтънс (1916 m) и др. Планините имат заоблени върхове, полегати склонове, на места разчленени от кари. Масивите са разделени от тектонски долини, преобразувани в трогови, като най-големите са на реките Хъдсън, Мохок, Кънектикът и езерото Шамплейн. Понижените участъци, особено покрай брега на Атлантическия океан, са хълмисти, покрити с ледникови наслаги. Почвите са планински, подзолисти и тревисто-подзолисти. Растителността е представена от иглолистни и смесени гори, съставени от смърч, ела, туя, цуга, клен, бряст, бук, жълта бреза, хикория и липа.[2]
- Южните Апалачи имат много по-разнообразен релеф. Източната предпланинска зона е представена от плоското и слабо разчленено от речни долини плато Пидмънт, с височина от 40 – 80 m на изток до 400 m на запад. Над него рязко се издига хребетът Блу Ридж, който е със стръмни склонове и с гребеновидни или куполообразни върхове с най-висока точка връх Мичъл 2037 m. Западният склон на хребета стръмно се спуска към т.нар. Голяма (надлъжна) долина. Западната предпланинска област на Апалачите е заета от Апалачкото плато, силно разчленено от тесни и дълбоки долини, което плавно се понижава от 1500 m на изток до 500 m на запад. Преобладават кафявите планински горски, а в подножията – червеноземните и жълтоземните почви. На височина до около 1000 m растат широколистни гори, съставени от множество видове дъб, клен, ясен и много ендемични и реликтови видове (дърво лале, магнолия, платан, бяла акация и др.), а районите над 1000 m са заети от смесени и иглолистни гори, съставени от видове, характерни и за Северните Апалачи. В най-горния планински пояс е разпространена субалпийска растителност (рододендрон, хвойна). През последните 200 години голяма част от гъстите гори на Южните Апалачи са унищожени.[2]

Най-характерните животни в Апалачите са ендемитите: виржински елен, виржински опосум, редица летящи мишки и др. Срещат се още бодливо свинче, мечка барибал, рис, енот, скункс, видра и др.